# پورشه تایکان
پورشه تایکان (به انگلیسی: Porsche Taycan) خودرویی کاملاً برقی است که توسط شرکت خودروسازی آلمانی پورشه ساخته شده‌است. این خودرو اولین بار به عنوان یک خودروی مفهومی به نام Mission E در نمایشگاه بین‌المللی خودروی آلمان ۲۰۱۵ رونمایی شد، سپس در فرم تولید در نمایشگاه بین‌المللی خودروی آلمان ۲۰۱۹ معرفی شد. خودرو به عنوان اولین سری تولیدات الکتریکی پورشه، در انواع مختلف در سطوح مختلف عملکرد به فروش می‌رسد و ممکن است مشتقات بیشتری را در مدل‌های بعدی راه اندازی کند. حدود ۴٬۴۸۰ تایکان در نیمه اول سال ۲۰۲۰ که اولین سال فروش آن است تحویل داده شد.

## نامگذاری
نام «تایکان» تقریباً از ترکی «اسب جوان پر جنب و جوش» ترجمه می‌شود و اشاره‌ای به عصای نشان ملی اشتوتگارت روی تاج پورشه است.
پورشه با توجه به سنتی که مشتقات قدیمی پورشه با کارایی بالا ارائه داده‌اند، با وجود عدم وجود توربوشارژر، مدلهای با عملکرد بالا را توربو و توربو اس نامگذاری کردند.

## طراحی
فضای داخلی این خودرو از اولین ابزار دقیق دیجیتالی پورشه برخوردار است که دارای حداکثر چهار نمایشگر دیجیتال است، از جمله صفحه نمایش درایور با صفحه نمایش ۱۶٫۸ اینچی با صفحه نمایش منحنی و آزاد. یک صفحه نمایش ۱۰٫۹ اینچی در سمت راست خوشه ابزار، مرکز سرگرمی خودرو است. یک صفحه نمایش اختیاری در سمت راست صفحه اطلاعات و سرگرمی به مسافر جلو اجازه می‌دهد تا سیستم اطلاعات و سرگرمی را شخصی‌سازی کند. در کنسول مرکزی، یک صفحه نمایش ۸٫۴ اینچی پرتره محور و کنترل شده با پد لپ تاپ، وضعیت پیشرانه را نشان می‌دهد و به راننده در مورد استفاده از توان خودرو توصیه می‌کند. برخلاف طراحی کاملاً دیجیتال، داشبورد ساعت کلاسیکی را در بالای نمای داخلی خود دارد.

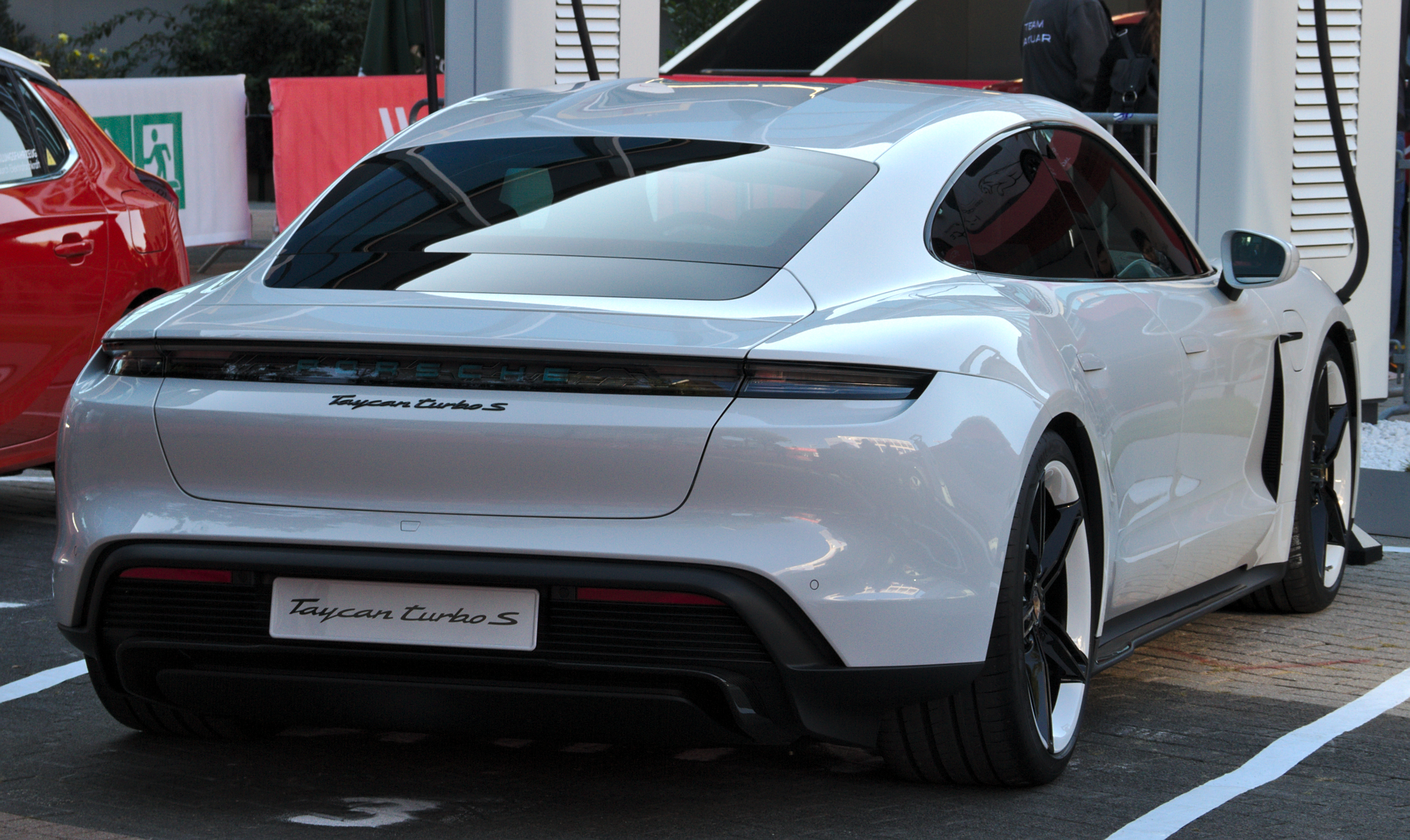
نمای عقب
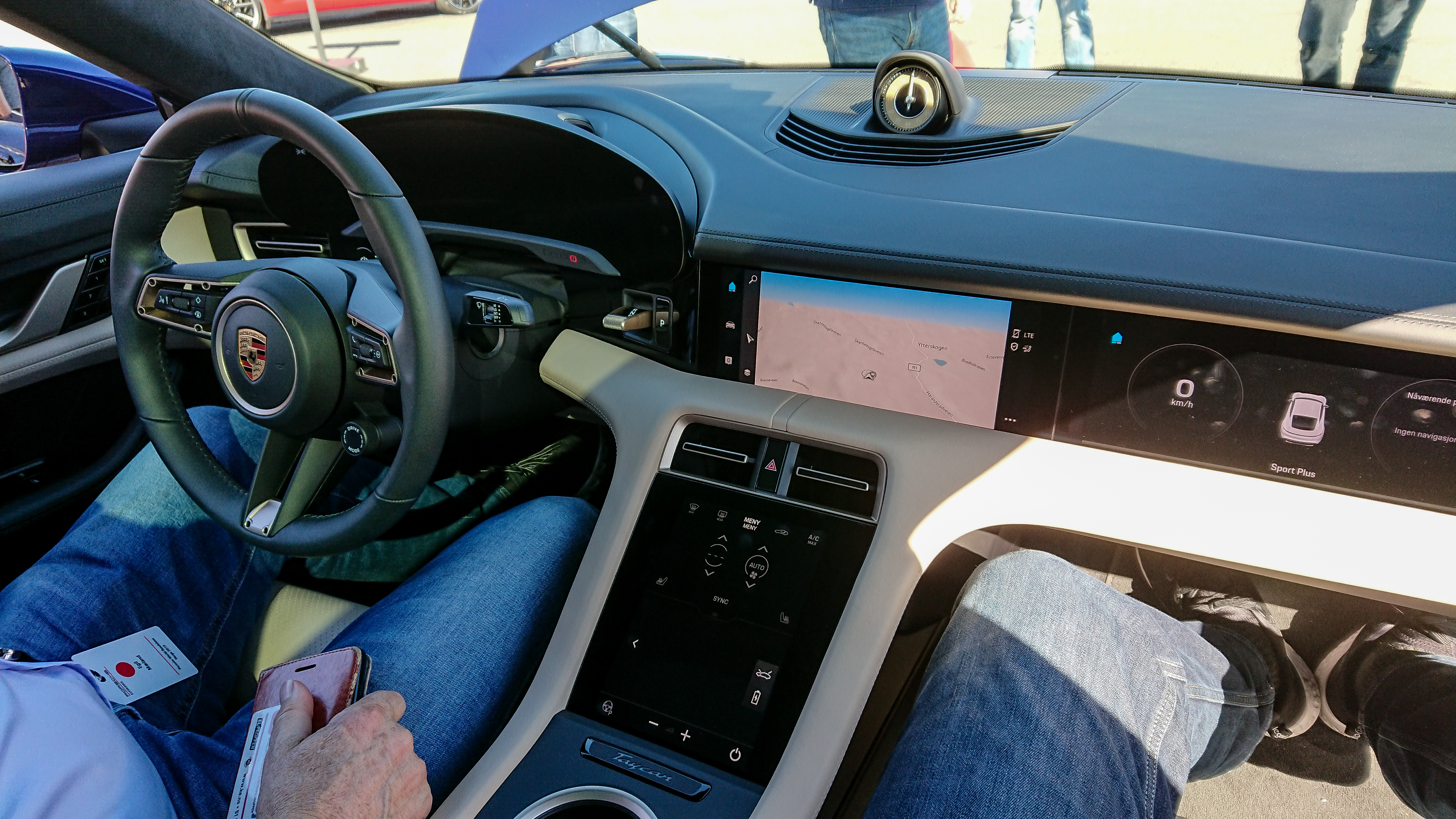
داخلی